# Вовин (Октябрьский район)
Вовин, Овин (бел. Вовін) — упразднённая деревня в Октябрьском районе Гомельской области Белоруссии. В составе Поречского сельсовета.

## География
Деревня располагалась на автомобильной дороге Н4252 на участке Поречье—Хоромцы, примерно в 4 км от Поречье.

### Гидрография
Озеро Овинское, в 1,5 км к северу от деревни.

## История
В 1909 году околица Овин в Лясковичской волости Бобруйского уезда Минской губернии.
Деревня на территории Октябрьского района Гомельской области, уничтоженная немецко-фашистскими оккупантами во время Великой Отечественной войны. Была сожжена.
После войны деревня не возродилась.

## Население
- 1909 год — 65 жителей, 6 дворов[2]